# Batocera victoriana
Batocera victoriana es una especie de escarabajo longicornio del género Batocera,  subfamilia Lamiinae. Fue descrita científicamente por Thomson en 1856.
Se distribuye por Indonesia, Malasia y Vietnam. Mide 43-63 milímetros de longitud. El período de vuelo ocurre en los meses de junio y julio.